# Giorgia Motta
Giorgia Motta (* 18. März 1984 in Verona) ist eine ehemalige italienische Fußballspielerin.

## Karriere

### Vereine
Als Jugendliche (vom 15. bis zum 20. Lebensjahr) spielte sie für den ASD CF Bardolino. Ihr Debüt im Seniorinnenbereich erlebte sie in Spanien, als sie in der Saison 2004/05 dem in Torrejón de Ardoz ansässigen AD Torrejón angehörte. Nach Italien zurückgekehrt, kam sie von 2005 bis 2021 für fünf verschiedene Vereine in der Serie A, der höchsten Spielklasse im italienischen Frauenfußball, zu Punktspielen. Sie begann für die erste Mannschaft des ASD CF Bardolino, der sie fünf Jahre lang angehörte und in dieser Zeit dreimal die Meisterschaft mit ihr gewann. Eben so viele Jahre war sie anschließend auch Spielerin für den Ligakonkurrenten ASD Torres Calcio, mit dem sie drei Meisterschaften in Folge gewann. Es folgte eine Saison beim ACF Florenz; danach folgten zwei Saisonen bei Atalanta Mozzanica, dem Verein aus der Provinz Bergamo. Nach Verona zurückgekehrt, spielte sie für ChievoVerona Valpo von 2016 bis 2018. Zum Ende ihrer Spielerkarriere spielte sie ein zweites Mal für die erste Mannschaft des ASD CF Bardolino, dem Verein aus der Provinz Verona.

### Nationalmannschaft
Für die Nationalmannschaft bestritt sie 24 Länderspiele in sieben Jahren. Für die Mannschaft kam sie u. a. im zweiten Spiel der Gruppe B im Turnier um den Algarve-Cup 2008 bei der 0:2-Niederlage gegen die US-amerikanische Nationalmannschaft am 7. März in Alvor zum Einsatz, wie auch am 12. März bei der 0:3-Niederlage im Spiel um Platz 9 bei der 0:3-Niederlage gegen die Nationalmannschaft Schwedens in Olhão. Im Turnier um den Peace Queen Cup 2008 wurde sie auch am 19. Juni bei der 0:2-Niederlage gegen die US-amerikanische Nationalmannschaft in Suwon eingesetzt.
Sie gehörte dem Kader für die Europameisterschaft 2009 in Finnland an, wurde im Turnierverlauf jedoch nicht eingesetzt. Mit ihrem Einsatz im sechsten Spiel der EM-Qualifikationsgruppe 2 bei der 0:1-Niederlage gegen die Nationalmannschaft Schwedens am 7. Mai 2008 in Örebro hatte sie dazu beigetragen.
Ihr einziges WM-Qualifikationsspiel bestritt sie am 25. November 2009 mit dem siebten Spiel in der Gruppe 7 beim 7:0-Sieg über die Nationalmannschaft Armeniens in Francavilla al Mare.
Sie gehörte dem 24-köpfigen Kader für das Turnier um den Zypern-Cup 2013 an, den Trainer Antonio Cabrini zusammengestellt hatte. Sie kam im ersten Spiel der Gruppe A bei der 2:4-Niederlage gegen die Nationalmannschaft Englands am 6. März in Nikosia als Einwechselspielerin für Roberta D’Adda in der 86. Minute zum Einsatz. Später gehörte sie auch dem Kader für die Europameisterschaft 2013 in Schweden an, bei der sie mit ihrer Mannschaft im Viertelfinale mit 0:1 gegen die Nationalmannschaft Deutschlands am 21. Juli in Växjö aus dem Turnier ausschied. Sie selbst wurde einzig im dritten Spiel der Gruppe A bei der 1:3-Niederlage gegen die Nationalmannschaft Schwedens am 16. Juli in Halmstad eingesetzt. Zuvor hatte sie mit dem vierten und zehnten Spiel der EM-QUalifikationsgruppe 1 beim 5:0-Sieg über die Nationalmannschaft Polens und im torlosen Spiel gegen die Nationalmannschaft Griechenlands dazu beigetragen.

## Erfolge
ASD Torres Calcio
- Italienischer Meister 2011, 2012, 2013

ASD CF Bardolino
- Italienischer Meister 2007, 2008, 2009